# Epimedium pinnatum
Epimedium pinnatum là một loài thực vật có hoa trong họ Hoàng mộc. Loài này được Fisch. ex DC. mô tả khoa học đầu tiên năm 1821.

## Hình ảnh

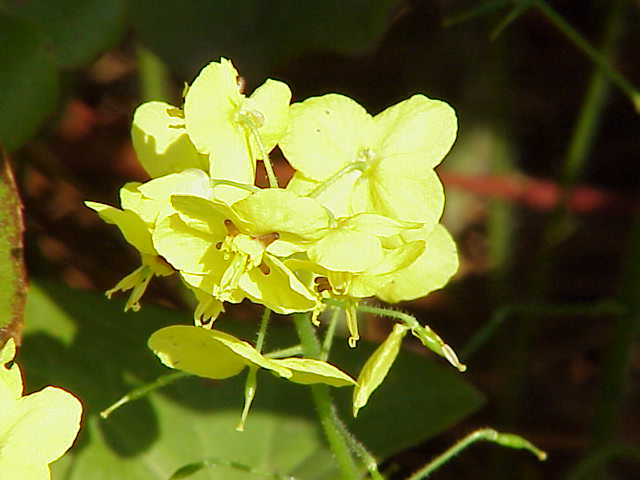
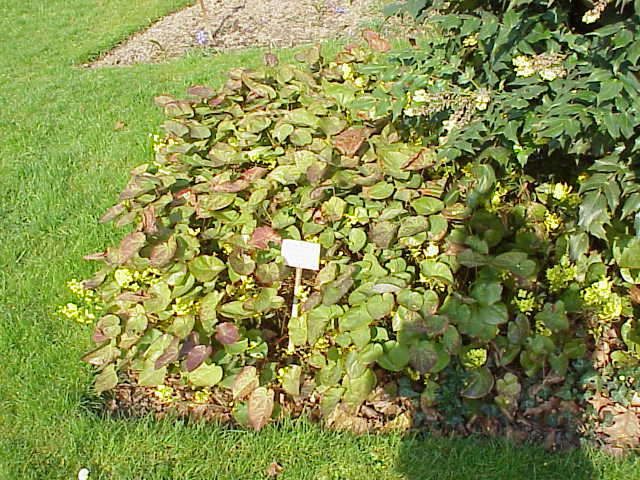
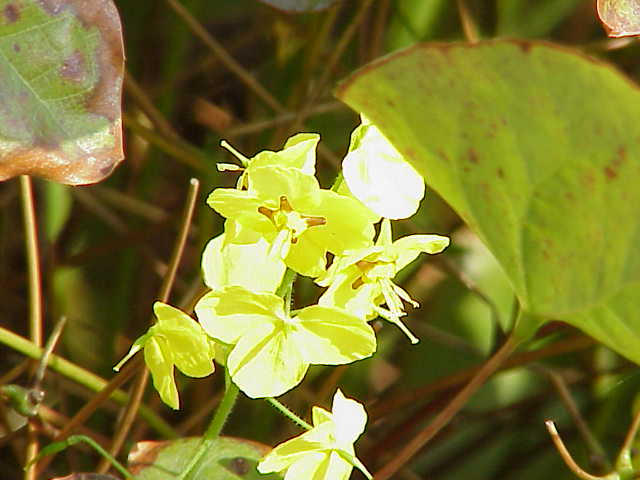
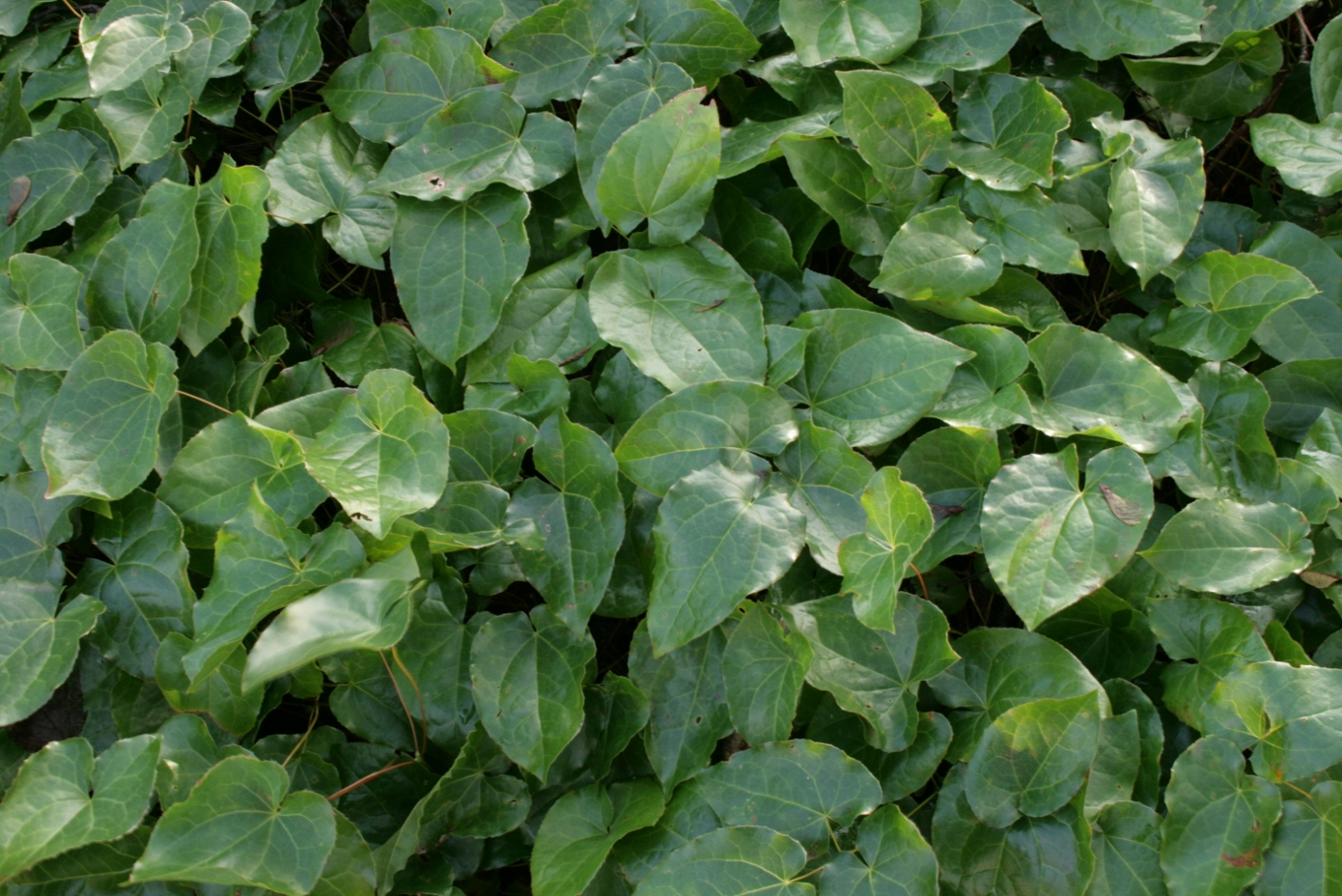